# 内免神明社
内免神明社（ないめんしんめいしゃ）は高岡市内免にある神社。
元は有礒正八幡宮相殿に鎮座していたが、村立てを期に現在地に遷座。内免開の産土神。

## 概要
所在地
- 〒933-0941 富山県高岡市内免2丁目9-15

交通アクセス
- 最寄駅：万葉線 片原町停留場（徒歩約12分）

## 祭事
- 秋季祭礼は9月5～13日の間の土曜日で、神事として獅子舞が行われる。